# 喜連川町
喜連川町（きつれがわまち）は、かつて栃木県中央東部に位置し、塩谷郡に属していた町である。
宇都宮市への通勤率は9.3%（平成12年国勢調査）。奥州街道の宿場町であり、江戸時代には古河公方（足利氏）の末裔が治める喜連川藩が置かれていた。
2005年（平成17年）3月28日、市町村合併によりさくら市の一部となった。

## 地理
- 河川：荒川 （喜連川の名は荒川を指しているという説がある[1]）

## 歴史

### 沿革
- 1889年4月1日 - （旧）喜連川町・鷲宿村・小入村・早乙女村・葛城村の1町4村が合併し、喜連川町が発足する。
- 1955年4月1日 - 那須郡上江川村と合併し、喜連川町を新設する。
- 1979年 - 栃木県によって喜連川工業団地が造成される。
- 1981年 - 当時の喜連川町長が町おこしを目的として温泉掘削を行い、喜連川温泉が開湯。
- 1992年 - 東日本旅客鉄道と弘済建物によって新興住宅地「フィオーレ喜連川」が分譲される。
- 1994年 - 喜連川城址とお丸山公園間に町営のシャトルエレベーター設置
- 1995年 - お丸山公園に町営のスカイタワー設置
- 1998年 - 東日本旅客鉄道によって新興住宅地「びゅうフォレスト喜連川」が分譲される。
- 2001年前後 - バブル期に町内で開業したゴルフ場が不良債権処理に行き詰まり相次いで倒産する。
- 2001年9月 - 道の駅きつれがわ開業
- 2005年3月28日 - 氏家町と新設合併し、さくら市となる。

## 行政
町長
- 高塩三郎（1955年就任）
- 滝政夫（2005年閉町時）

## 地域

### 教育
- 栃木県立喜連川高等学校
- 喜連川町立喜連川中学校
- 喜連川町立金鹿小学校
- 喜連川町立河戸小学校
- 喜連川町立喜連川小学校
- 喜連川町立穂積小学校
- 喜連川町立鷲宿小学校

## 交通

### 空港
- 最寄の空港：福島空港

### 鉄道路線
東北本線（宇都宮線）・氏家駅より東野交通による路線バスが運行されている。明治時代末期から大正時代の間は喜連川人車鉄道が存在していた。

### 道路
- 有料道路
- 一般国道
  - 国道293号
    - 道の駅：道の駅きつれがわ
- 県道（主要地方道）
  - 栃木県道25号烏山矢板線
  - 栃木県道48号大田原氏家線
  - 栃木県道74号塩谷喜連川線

## 名所・旧跡・観光スポット
- 喜連川温泉
- 喜連川城址お丸山公園 - シャトルエレベータ、喜連川スカイタワー
- 龍光寺 - 足利家歴代墓所

## 公共施設
- 喜連川少年院
- 喜連川社会復帰促進センター - 2007年（平成19年）10月13日開所。1999年（平成11年）に廃止された黒羽刑務所喜連川刑務支所跡地に開設。